# Johann Caspar Herterich
Johann Caspar Herterich (sau Johann Kaspar Herterich; n. 3 aprilie 1843, Ansbach, Regatul Bavariei, Germania – d. 26 octombrie 1905, München, Imperiul German) a fost un istoric german, pictor și profesor Academia Regală din München.
Johann Caspar Herterich a fost fiul sculptorului și restauratorului de artă Franz Herterich (1798 - 1876) și fratele mai mare al pictorului Ludwig von Herterich. După ce s-a mutat la München, el a fost elevul lui Philipp Foltz și Karl von Piloty. Începând din anul 1882, a fost profesor asistent al Academiei Regale, iar din 1884 profesor plin la clasa de științele naturii, ca succesor al lui Gyula Benczúr.
Printre elevii săi se numără personalități artistice precum Ștefan Luchian, Benno Elkan, Friedrich Mieß, Iosif Iser, Bruno Paul Baiting, Alexander Eckener, Max Slevogt, Theodor Doebner, Eduard Stiefel, August Wilde, Max Hein-Neufeldt, Leonid Pasternak și Joseph Wittmann.

## Galerie imagini

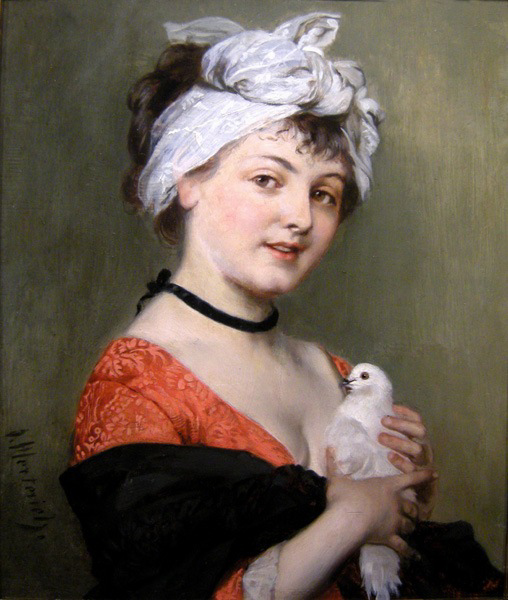
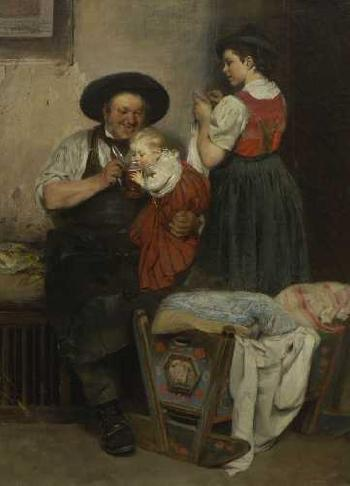
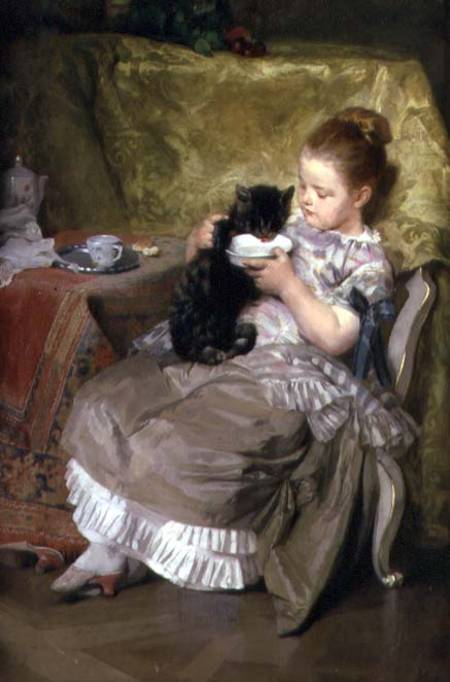
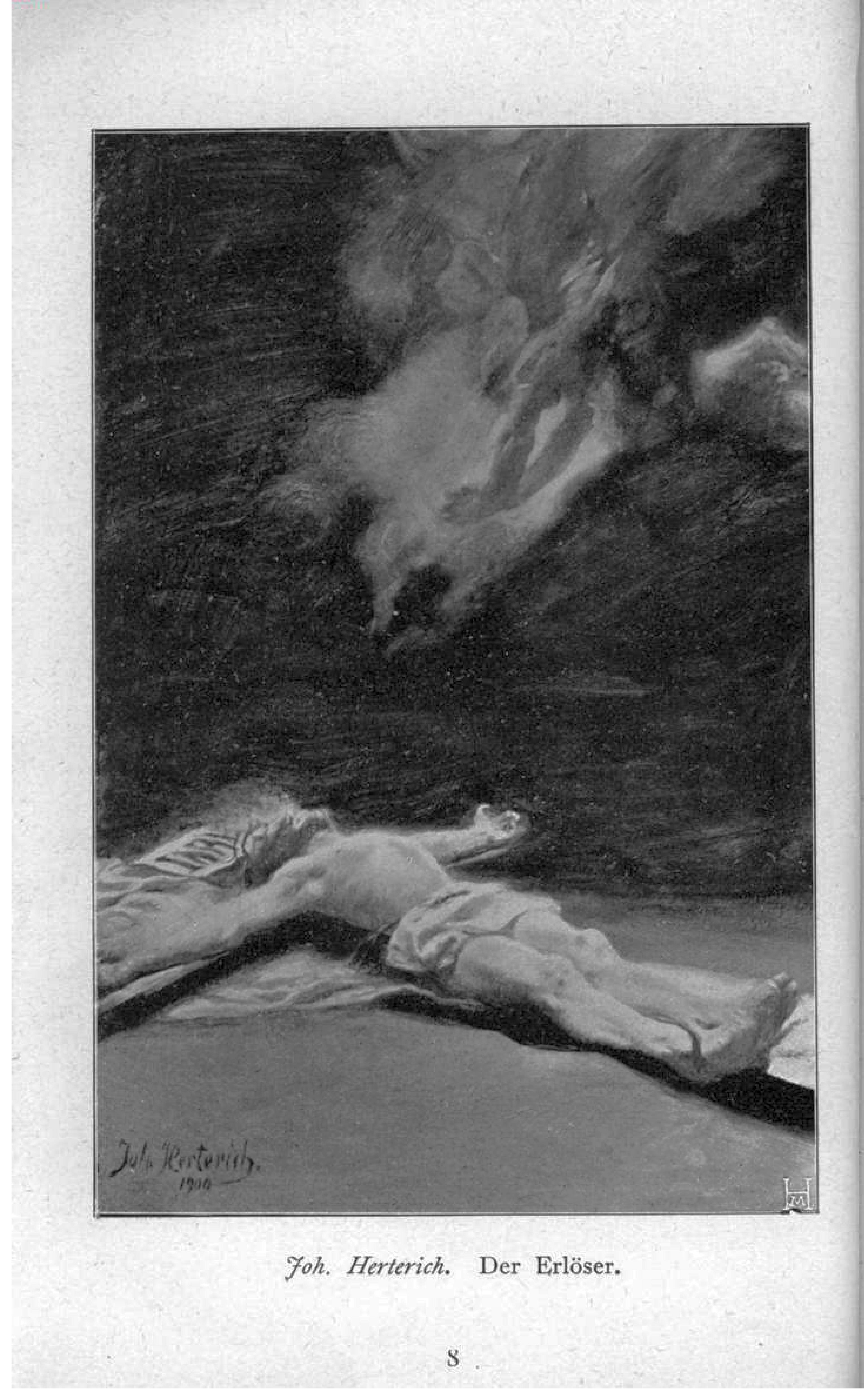